# Пјер де Лек
Пјер де Лек (енгл. Pierres de Lecq; џерз. Les Pièrres dé Lé) или Патерностерс (енгл. Paternosters) су хридови из групе Каналских острва. Административно су део крунски поседа Џерзи.
Сваки хрид има свој назив на џерзијском језику:
- или
- или
- или  или
- или